# Al-Mutanabbi
Abu Tajjib Al-Mutanabbi (ar.: أبو الطيب احمد بن الحسين المتنبّي; Abu At-Tajjib Ahmad ibn Al-Hussajn Al-Mutanabbi) (ur. ok. 915 w Kufie, zm. 23 września 965) – poeta arabski.
Należał do najważniejszych przedstawicieli kierunku neoklasycznego w poezji arabskiej okresu panowania Abbasydów. W ciągu swojego życia odbył wiele podróży (między innymi do Persji, Syrii, Egiptu); spędził wiele lat na dworze księcia Sajfa a-Dauli w Aleppo. Al-Mutanabbi spędził około dwóch lat wśród syryjskich Beduinów, co wywarło później ogromny wpływ na jego twórczość poetycką, na którą składają się liczne kasydy, panegiryki, elegie, satyry, poematy epickie i wiele innych. Poeta ten powracając do tradycyjnej staroarabskiej poezji, zasłynął z pięknego stylu, który pełen jest arabskich archaizmów i pięknych porównań. Jest on również twórcą licznych wierszy zawierających refleksje filozoficzne. Al-Mutanabbi był poetą kochającym intensywne życie, co przejawia się w jego utworach. W wielu swoich wierszach zawierał również elementy patriotyczne.
Jedną z jego kasyd pośrednio przełożył Adam Mickiewicz, korzystając głównie z przekładu francuskiego: Almotenabbi.